# 2005 EB299
2005 EB299, também escrito como 2005 EB299, é um corpo celeste que é classificado como um centauro, numa classificação estendida de centauros. Ele possui uma magnitude absoluta de 8,2 e tem um diâmetro estimado de cerca de 101 km.

## Descoberta
2005 EB299 foi descoberto no dia 11 de março de 2005 pelo astrônomo Marc W. Buie.

## Órbita
A órbita de 2005 EB299 tem uma excentricidade de 0,518 e possui um semieixo maior de 52,826 UA. O seu periélio leva o mesmo a uma distância de 25,454 UA em relação ao Sol e seu afélio a 80,197 UA.